# Křeptov
Křeptov je vesnice, část obce Běleč v okrese Brno-venkov v Jihomoravském kraji. Nachází se v Hornosvratecké vrchovině, v přírodním parku Svratecká hornatina, asi 1 km na severozápad od Bělče. Žije zde 54 obyvatel. Katastrální území Křeptova má rozlohu 1,56 km².
Vsí prochází žlutá turistická značka. Na návsi je malá kaple s křížem. Protéká tu Křeptovský potok.

## Název
Písemný doklad z roku 1410 má podobu Chřebtov, v pozdějších dokladech je vždy Křeptov. Jméno vesnice bylo odvozeno od osobního jména Chřbet (v nepřímých pádech Chřebta, Chřebtu atd.) nebo Křepta. Význam místního jména byl "Chřebtův/Křeptův majetek".

## Historie
První písemná zmínka o vsi je z roku 1483. Do 80. let 19. století byl Křeptov součástí Černvíru, poté, až do roku 1960, patřil ke Křížovicím. Součástí Bělče je Křeptov od roku 1960.

## Obyvatelstvo
| Rok            | 1869 | 1880 | 1890 | 1900 | 1910 | 1921 | 1930 | 1950 | 1961 | 1970 | 1980 | 1991 | 2001 | 2011 | 2021 |
| -------------- | ---- | ---- | ---- | ---- | ---- | ---- | ---- | ---- | ---- | ---- | ---- | ---- | ---- | ---- | ---- |
| Počet obyvatel | 69   | 80   | 73   | 81   | 82   | 101  | 93   | 106  | 129  | 82   | 66   | 56   | 43   | 52   | 54   |
| Počet domů     | 8    | 8    | 9    | 11   | 13   | 16   | 19   | 24   | —    | 17   | 17   | 16   | 26   | 26   | 25   |

Vývoj počtu obyvatel